# Langues barbacoanes
Les langues barbacoanes sont une famille de langues amérindiennes d'Amérique du Sud, parlée au Nord-Ouest de l'Équateur et au Sud-Ouest de la Colombie.

## Classification
Les langues barbacoanes sont au nombre de cinq:
- Le guambiano
- Le totoró
- L'awa pit ou cuaiquer
- Le cayapa ou cha'palaachi
- Le tsafiqui ou colorado

D'autres langues éteintes et peu documentées sont présentées comme appartenant à la famille barbacoane. C'est le cas du pasto.